# Distretto di Yuanzhou (Guyuan)
Il distretto di Yuanzhou (原州區S, Yuánzhōu QūP) è un distretto della Cina, situato nella regione autonoma di Ningxia e amministrato dalla prefettura di Guyuan.